# Cubanoscia proxima
Cubanoscia proxima är en kräftdjursart som beskrevs av Albert Vandel 1981. Cubanoscia proxima ingår i släktet Cubanoscia och familjen Bathytropidae. Inga underarter finns listade i Catalogue of Life.